# Prinzz
Prinzz war eine Erfurter Teenie-Band, die im September 1981 im Erfurter Musikantenclub in der Besetzung Kerstin Radtke (Gesang), Tommy Feiler (Gitarre), Gerrit Penssler (Schlagzeug) und Jens Hellmann (heute Vicki Vomit, Bass) ihren ersten Auftritt hatte. Damals hatte die Band noch keinen Namen, ab 1982 nannte die Band sich Prinzz. Nach mehreren Umbesetzungen kam Ende 1982 der Keyboarder Karl Heinz Schüller dazu, der zusammen mit Tommy Feiler die Songs komponierte. Die Band hatte 1982 zum ersten Mal ein Lied im Radio: „Ich steh auf DT64“, ein wohl ursprünglich parodistisch gemeintes Neue-Deutsche-Welle-Lied, das nach textlicher Intervention des Rundfunklektorates im Radio als Lobeshymne auf den DDR-Jugendsender zu hören war. Im Sommer 1983 spielte die Band zusammen mit Heinz Jürgen Gottschalk auf einem Festival, woraufhin sie zu seiner Studio- und Begleitband wurden. Die Musik von Prinzz, ursprünglich stark am NDW orientiert, wurde langsam etwas härter. Allerdings gewann die Sängerin Kerstin Radtke trotzdem 1985 beim Dresdener Schlagerfestival „Goldener Rathausmann“ als Solistin mit einem Schlagerpop-Lied.
1986 kam es auf Grund interner Spannungen und eines Richtungsstreites zur Trennung der Band. Kerstin Radtke, Tommy Feiler und Jens Hellmann machten alleine weiter und holten, nachdem sich ihr Stil immer mehr dem Mitte der 1980er auch in der DDR sehr populär gewordenen Heavy Metal angenähert hatte, den Schlagzeuger der gerade von den Behörden verbotenen Heavy-Metal-Band Macbeth, Frank Fiebach (Fips Ascon). 1987 änderte die mittlerweile englischsprachigen Heavy Metal spielende Band ihren Namen in Blitzz. Dennoch traten sie am 13. Juli 2013 nochmals als Prinzz auf dem Stadtgartenfest in Erfurt auf.